# Gay (Géorgie)
Pour les articles homonymes, voir Gay.
Gay est une ville du comté de Meriwether en Géorgie, aux États-Unis. Elle comptait 149 habitants en 2000.

## Géographie
D'après le bureau du recensement des États-Unis, la ville a une superficie de 2,2 km2.

## Démographie
D'après le recensement en 2000, il y avait 149 personnes, 61 foyers, et 38 familles vivant dans la ville. La densité de population était de 66,9 hab/km2.
Le revenu moyen par foyer dans la ville était de 26 667 dollars US, le revenu médian par famille étant de 29 583 dollars US. Environ 12 % des familles et 25,5 % de la population vivaient en dessous du seuil de pauvreté, dont 82,4 % des moins de 18 ans et 17,2 % de plus de 64 ans.
| 1910 | 1920 | 1930 | 1940 | 1950 | 1960 |
| ---- | ---- | ---- | ---- | ---- | ---- |
| 210  | 290  | 251  | 262  | 241  | 194  |

| 1970 | 1980 | 1990 | 2000 | 2010 | - |
| ---- | ---- | ---- | ---- | ---- | - |
| 200  | 175  | 133  | 149  | 89   | - |